# 邹湛
鄒湛（？—？），字潤甫，南陽郡新野縣（今河南省南陽市）人。
曹魏左将军鄒轨之子。早年鄒湛以才學聞名於當時。曹魏時歷通事郎太學博士。泰始初年，轉任尚书郎，很被羊祜器重。入京擔任太子中庶子。累迁散骑常侍。出京擔任渤海太守。转太傅杨骏长史。晚年任國子祭酒。約卒於晉武帝元康末年。有文集四卷。有子鄒捷。

## 延伸阅读
[在维基数据编辑]
 《晉書/卷092》，出自房玄齡《晉書》